# Успенский, Евгений Евгеньевич
Евгений Евгеньевич Успенский (21 июня 1889 — 14 октября 1938) — советский и российский учёный, микробиолог, доктор биологических наук, профессор. Заведующий кафедрой микробиологии МГУ.

## Биография
Родился Евгений Успенский в Москве в 1889 году. Его отец Евгений Павлович, сын священника Покровской церкви села Ильинского, Воскресенское тож, Серпуховского уезда, Павла Николаевича Успенского, в 1877 году окончил Московскую духовную семинарию и ко дню рождения сына служил протоиереем Николо-Ваганьковской церкви. Мать также была дочерью протоиерея Р. А. Ржаницына. 
Завершил обучение в V Классической гимназии в 1908 году, а затем в 1912 году окончил естественное отделение физико-математического факультета Московского университета. Оставлен при кафедре ботаники для подготовки к профессорскому званию. 
Первые научные работы Успенского были посвящены изучению роли в растениях марганца и кремния, а также влиянию минералообразования на оптические свойства растительных клеточных оболочек. Защитив в 1916 году диссертацию на тему "Марганец в растении", стал вести педагогическую деятельность в МГУ, последовательно занимал должности от приват-доцента до профессора и заведующего кафедрой. В 1935 году ему была присуждена степень доктора биологических наук и звание профессора. 
В 1924 году по его инициативе была организована специальность "Микробиология", а этот год считается годом основания кафедры микробиологии в Московском государственном университете. Заведующий кафедрой микробиологии биологического факультета (1930–1931, 1933–1938). Действительный член Института ботаники (1922–1938). Активно участвовал в становлении новых учебных заведений страны: был одним из первых профессоров Тамбовского университета (1918—1920), Лесотехнического института (1920-1923) и других.
Важное место в его научной работе занимали проблемы агрономической микробиологии. В 1919 году, в связи с развитием туковой промышленности, Я. В. Самойловым был организован Научный Институт по удобрениям (НИУ) ВСНХ, в котором Успенский с 1919 по 1933 годы возглавлял подотдел почвенной микробиологии.
Проживал в Москве. 24 февраля 1938 года был арестован и обвинён в участии в диверсионной деятельности и отравлении водопровода. 4 октября 1938 года осуждён к высшей мере наказания. 14 октября 1938 года приговор исполнен, Евгений Евгеньевич был расстрелян. Тело захоронено на полигоне в Коммунарке. В 1956 году реабилитирован посмертно, восстановлен во всех правах.